# Yakimovo
Yakimovo ou Jakimovo (en macédonien Јакимово) est un village de l'est de la Macédoine du Nord, situé dans la municipalité de Vinitsa. Le village comptait 1101 habitants en 2002.

## Démographie
Lors du recensement de 2002, le village comptait :
- Macédoniens : 1 088
- Valaques : 10
- Serbes : 3